# یونیورسیتی سیتی (فیلادلفیا)
یونیورسیتی سیتی (به انگلیسی: University City) یک منطقهٔ مسکونی در ایالات متحده آمریکا است که در فیلادلفیا واقع شده‌است. یونیورسیتی سیتی ۵۰٬۹۶۷ نفر جمعیت دارد.